# Rastinjärvi och Kuivajärvi
Rastinjärvi och Kuivajärvi eller Kuivajärvi är en sjö i Finland. Den ligger i kommunen Kittilä i landskapet Lappland, i den norra delen av landet, 800 km norr om huvudstaden Helsingfors. Rastinjärvi och Kuivajärvi ligger 189,3 meter över havet. Arean är 2,23 kvadratkilometer och strandlinjen är 12,62 kilometer lång. Sjön  ingår i Kemi älvs huvudavrinningsområde.   Den sträcker sig 3,6 kilometer i nord-sydlig riktning, och 3,0 kilometer i öst-västlig riktning.